# Trochosa adjacens
Trochosa adjacens este o specie de păianjeni din genul Trochosa, familia Lycosidae, descrisă de O. P.-cambridge, 1885. Conform Catalogue of Life specia Trochosa adjacens nu are subspecii cunoscute.